# Karel Degl
Karel Degl (19. října 1896 Praha – 19. května 1951 tamtéž) byl český kameraman a režisér.

## Život
Vystudoval reálku a poté abituriénský kurz obchodní akademie. V lednu 1916 se stal vedoucím výroby a laboratoří v Lucernafilmu, pro který pak točil filmy. V roce 1919 s bratrem Emanuelem založil filmovou výrobnu Bratři Deglové, které později převzdala Lucernafilm. Společnost se zaměřovala na dokumentární i hrané snímky. V roce 1927 začali vydávat filmový týdeník Deglův žurnál. Po rozšíření zvukového filmu výrobna zanikla a Karel Degl se věnoval kameramanské práci. Měl cit pro krajinné záběry. Během okupace natáčel v Rakousku a Německu. Od roku 1946 přednášel na FAMU. Spolupracoval s Josefem Rovenským, Martinem Fričem a Františkem Čápem.
Zemřel roku 1951 v Praze a byl pohřben v rodinném hrobce na Olšanských hřbitovech.

## Dílo
- 1917 Polykarpovo zimní dobrodružství
  - Pražští Adamité
- 1918 Učitel orientálních jazyků
  - Kozlonoh
- 1921 Pomsta moře
- 1926 Velbloud uchem jehly
- 1928 Životem vedla je láska
  - Dům ztraceného štěstí
- 1932 Písničkář
  - Sestra Angelika
- 1933 Sedmá velmoc
  - S vyloučením veřejnosti
- 1934 Tatranská romance
- 1935 Maryša
- 1937 Otec Kondelík a ženich Vejvara
  - Švanda dudák
  - Hlídač č.47
  - Andula vyhrála
  - Jarčin profesor
- 1939 Ohnivé léto
- 1940 Babička
  - Panna
- 1941 Jan Cimbura
- 1943 Barbora Hlavsová
- 1944 Jarní píseň
  - Neviděli jste Bobíka?
  - U pěti veverek
- 1945 Bludná pouť
- 1946 Cesta k barikádám (dokument)
- 1947 Nikola Šuhaj
  - Parohy
- 1948 Dravci
  - Návrat domů
- 1949 Dnes o půl jedenácté
  - Pytlákova schovanka aneb Šlechetný milionář
- 1950 Mordová rokle